# Alina Fritsch

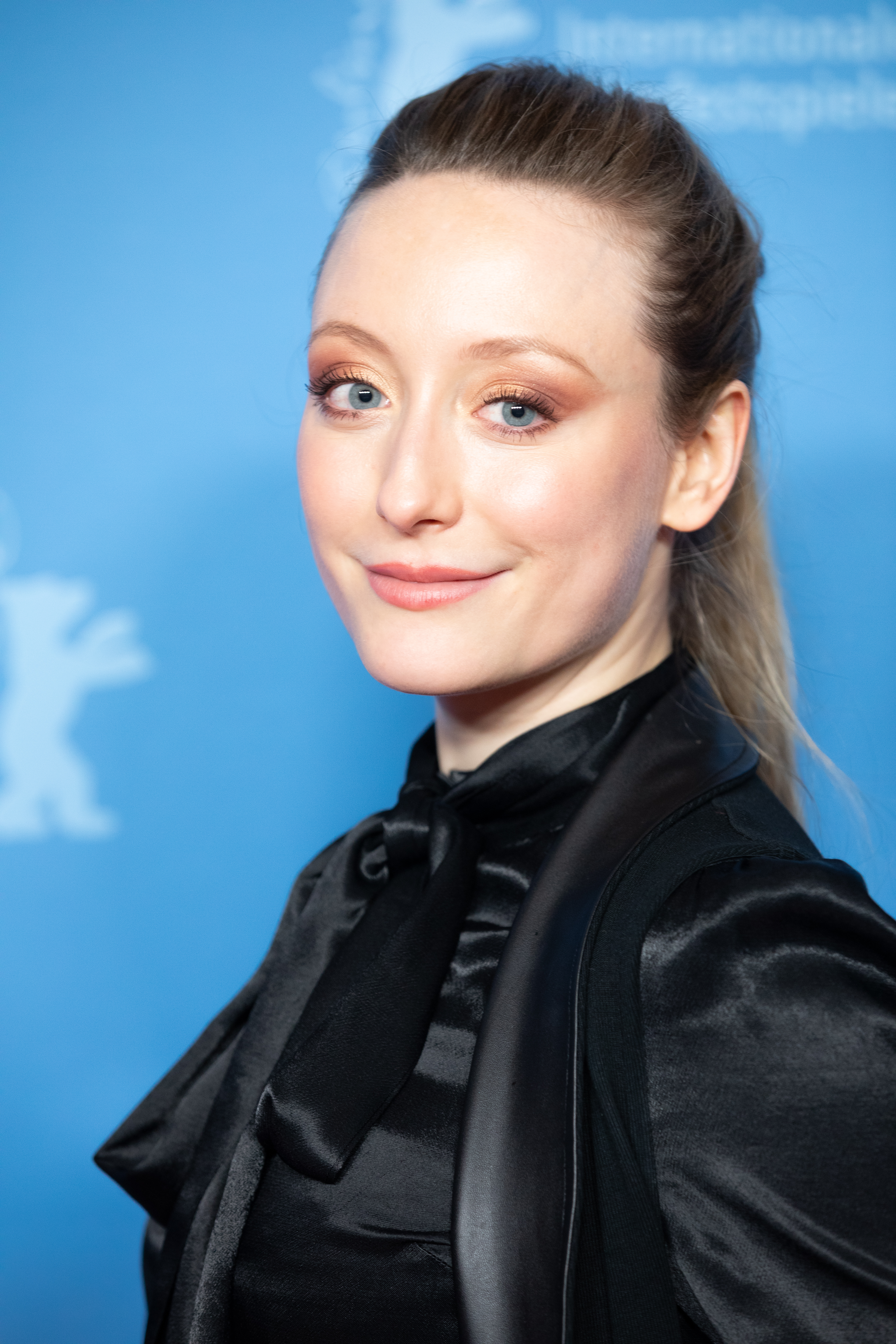
Alina Fritsch (2020)

Alina Fritsch (* 1990 in Wien) ist eine österreichische Schauspielerin. Von 2014 bis 2019 war sie Ensemblemitglied am Wiener Burgtheater.

## Leben
Alina Fritsch wurde als Tochter des Schauspielerehepaares Regina Fritsch und Ulrich Reinthaller geboren. Nach dem Besuch der American International School Vienna von 1995 bis 2009, welchen sie mit dem International Baccalaureate Diploma abschloss, studierte sie von 2010 bis 2013 an der University of Warwick englische Literatur und Schriftstellerei (English Literature and Creative Writing, Abschluss mit BA (Hons) degree). Nebenbei nahm sie privaten Schauspielunterricht.
Ihr Debüt feierte sie im Jahr 2013 bei den Festspielen Reichenau in Der einsame Weg von Arthur Schnitzler. 2014 war sie bei den Festspielen unter der Regie ihrer Mutter in der Titelrolle in Effi Briest zu sehen. Ab der Saison 2014/15 war sie während der Direktion Karin Bergmann Ensemblemitglied am Wiener Burgtheater. Im Akademietheater trat sie in der Rolle der Gerda in Die Schneekönigin auf und stand in Das Konzert von Hermann Bahr in der Rolle der Eva Gerndl gemeinsam mit ihrer Mutter auf der Bühne.
Im Sommer 2015 verkörperte sie bei den Festspielen Reichenau in Der Alpenkönig und der Menschenfeind Rappelkopfs Tochter Malchen. Im Fernsehfilm Am Ende des Sommers spielte sie die Rolle der Hanna, die Freundin der Hauptfigur Ben, dargestellt von Thomas Schubert. 2016 war sie in Reichenau als Christine in Liebelei zu sehen, am Burgtheater spielte sie in Pension Schöller die Rolle der Ida. Außerdem stand sie für Dreharbeiten der fünften Staffel der ORF-Fernsehserie Schnell ermittelt vor der Kamera.
Im Jänner 2017 feierte sie mit dem Stück Oberösterreich von Franz Xaver Kroetz in der Rolle der Anni an der Seite von Christoph Radakovits als Heinz Premiere, im November 2017 in der Rolle der Sofie in der Bühnenfassung von Willkommen bei den Hartmanns. Im Sommer 2018 spielte sie bei den Festspielen Reichenau in Schnitzlers Vermächtnis die Rolle der Agnes, im Sommer 2019 in Der Ruf des Lebens von Arthur Schnitzler an der Seite von Gabriele Schuchter als Frau Richter deren Tochter Katharina.
In der im März 2020 erstausgestrahlten ORF/Netflix-Serie Freud spielte sie an der Seite von Georg Friedrich als Alfred Kiss dessen Schwiegertochter Fanny. Ebenfalls 2020 war sie in der Hallmark-Produktion Christmas in Vienna mit Sarah Drew als Tori Voight zu sehen. Am Stadttheater Klagenfurt feierte sie im Oktober 2021 in Schnitzlers Reigen in der Rolle des süßen Mädels Premiere. Fritsch wirkte in dem im November 2021 veröffentlichten Video zu Der seidene Faden von Pizzera & Jaus mit. Im Universum History-Dokudrama Die Rothschild-Saga – Aufstieg, Glanz, Verfolgung (2021) von Klaus T. Steindl verkörperte sie die Rolle der Miriam Rothschild.
2022 übernahm sie neben Matthias Koeberlin in den Folgen Nemesis und Der Nachtalb der Fernsehreihe Die Toten vom Bodensee die Rolle der Abteilungsinspektorin Luisa Hoffmann und ersetzte damit Nora Waldstätten als Ermittlerin. Im Staffelfinale Gegen den Schmerz der neunten Staffel der Reihe Lena Lorenz hatte sie 2023 als Spitzensportlerin Jenny Fuchs eine Episodenhauptrolle. Im Dezember 2023 war sie eine der vier Kandidaten der Promi-Ausgabe der Millionenshow für Licht ins Dunkel. Ende 2024 wurde ihr Ausstieg aus der Reihe Die Toten vom Bodensee mit der Folge Die Medusa bekanntgegeben.

## Filmografie (Auswahl)
- 2011: Der Winzerkrieg (Fernsehfilm)
- 2011: Schnell ermittelt – Tamara Morgenstern (Fernsehserie)
- 2011: SOKO Donau – Blutsverwandte (Fernsehserie)
- 2014: Eine Liebe für den Frieden – Bertha von Suttner und Alfred Nobel (Fernsehfilm)
- 2015: SOKO Kitzbühel – Erlösung (Fernsehserie)
- 2015: Das Konzert (Fernsehaufzeichnung aus dem Wiener Burgtheater)
- 2015: Käthe Kruse (Fernsehfilm)
- 2015: Am Ende des Sommers (Fernsehfilm)
- 2017: Schnell ermittelt – Episoden Simon Gehbauer und Traian Voronin (Fernsehserie)
- 2017: Aurora Borealis – Nordlicht (Aurora Borealis: Északi Fény)
- 2018: SOKO Donau – Bis aufs Blut (Fernsehserie)
- 2020: Freud (Fernsehserie, 5 Folgen)
- 2020: Dennstein & Schwarz – Rufmord (Fernsehreihe)
- 2020: Christmas in Vienna (Fernsehfilm)
- 2021: Universum History – Die Rothschild-Saga – Aufstieg, Glanz, Verfolgung (Fernsehserie)
- 2021: Kitz (Fernsehserie, 2 Folgen)
- 2022: SOKO Donau – Blauer Montag (Fernsehserie)
- 2022: Weber & Breitfuß (Fernsehserie, 1 Folge)
- 2023–2025: Die Toten vom Bodensee (Fernsehreihe)
  - 2023: Nemesis
  - 2023: Der Nachtalb
  - 2024: Atemlos
  - 2024: Die Messias
  - 2024: Nachtschatten
  - 2025: Die Medusa
- 2023: Lena Lorenz: Gegen den Schmerz (Fernsehreihe)
- 2024: SOKO Linz – Magic Moment (Fernsehserie)
- 2024: Der Metzger – Mordstheater (Fernsehreihe)

## Hörspiel
- 2021: Xerxes und die Stimmen aus der Finsternis von Magda Woitzuck, Komposition und Regie: Peter Kaizar, Hessischer Rundfunk/ORF[29][30]